# Tractat d'Ayacucho
El Tractat d'Ayacucho va ser un acord entre el Brasil i Bolívia signat el 23 de novembre de 1867. Aquest tractat va adjudicar la terra d'Acre (actualment un estat del Brasil) a Bolívia. Això va durar fins al 1899, quan una expedició conduïda per Luis Gálvez Rodríguez d'Arias va establir la primera República d'Acre.
A causa dels beneficis del cautxú, Acre va atreure milers de brasilers, en gran part immigrants de la regió pobra del nord-est del país. El 1889, la situació es va intensificar quan els brasilers que vivien a Acre van decidir desafiar a les autoritats de Bolívia. Ells van voler crear un territori independent. La resposta de Bolívia va ser fundar la ciutat de Port Alonso (avui Porto Acre). Usant la força militar, a l'octubre de 1889, els brasilers van ocupar i expulsar els bolivians.
El juliol de 1899, amb l'ajuda del governador de l'estat d'Amazones, la població brasilera va proclamar la República d'Acre.
Bolívia llavors, al 1901, va arrendar la regió pel Tractat d'Aramayo a la Corporació Boliviana de Nova York (The Bolivian Syndicate of New York), una empresa anglo-nord-americana que explotava cautxú a la regió d'Acre, i se li van concedir drets per recaptar impostos i exercir, de fet, una espècie d'administració de la zona. No obstant això, cap a l'agost del 1902, va començar una insurrecció on van participar al voltant de dos mil guerrillers brasilers. Aquests van derrotar finalment a les forces bolivianes el 1903 i José Plácido de Castro va ser proclamat governador de l'Acre Independent.
Finalment, el 17 de gener, el Tractat de Ayacucho va ser substituït pel Tractat de Petrópolis - una victòria diplomàtica del baró de Rio Branco. Pel Tractat de Petrópolis, Brasil comprà l'Acre a Bolívia per dos milions de lliures esterlines i indemnitzà amb cent deu mil lliures al Sindicat Bolivià (Bolivian Syndicate).
El 25 de febrer de 1904, l'Estat Independent d'Acre es va dissoldre i s'incorporà al Brasil com a territori federal.